# 茶山·京都藝術大學車站
35°2′17.55″N 135°47′3.99″E / 35.0382083°N 135.7844417°E
茶山·京都藝術大學車站（日语：／ Chayama KyōtoGeijutsudaigakueki */?）是日本京都市左京區叡山電鐵叡山本線的車站。
「茶山」這個名稱是來自以前曾座落在這個地點附近的江戶時代富商「茶屋四郎次郎」的山莊。
乘客眾多時鞍馬線的電車會有車掌進駐，在這個車站能看到不繼續服務到出町柳車站的車掌轉乘到開往鞍馬的電車的景象。

## 結構
相對式月台2面2線的無人車站。出入口位於月台面向出柳町車站處，緊鄰平交道。
僅在往出町柳車站方向的月台設有自動售票機，可在8點至18點30分之間使用。
往寶池車站方向的月台幾乎全部都設有遮蓬，往出町柳車站方向的月台則設有約一節車箱長的遮蓬，隆罩住一人控制電車的登車口。

### 月台配置
| 路線     | 方向 | 目的地                                              |
| -------- | ---- | --------------------------------------------------- |
| 叡山本線 | 上行 | 往出町柳 京阪線（三條、枚方、大阪方向；出町柳轉乘） |
| 叡山本線 | 下行 | 八瀨比叡山口、鞍馬方向                              |

## 周邊
車站的周邊是一片閒靜的住宅區。且有稀疏的餐飲店。最近的公車站有東南方約200公尺處京都市營巴士3、204路「高原町」，以及西南西方約250公尺處市營巴士3、31、65、204、206路「田中大久保町」
- 京都造型藝術大學 ※車內廣播會提及
- 左京郵政局
- IZUMIYA 高野店
- QANAT 洛北
- 天下一品本店
- 京都市立養徳小學校
- 駒井家住宅（駒井卓、靜江記念館）

## 歷史
- 1925年（大正14年）9月27日：茶山車站開業。當時為京都電燈的車站。
- 1942年（昭和17年）3月2日：由於公司的讓渡，成了京福電氣鐵道的車站。
- 1986年（昭和61年）4月1日：由於公司的讓渡，成了叡山電鐵的車站。
- 2023年（令和5年）4月1日：站名改称茶山·京都藝術大學車站。

## 相鄰車站
叡山電鐵
 叡山本線
元田中（E02）－茶山（E03）－一乘寺（E04）

## 外部連結
- 茶山·京都藝術大學車站（叡山電鐵）
  - 車站資訊、車站結構圖 （页面存档备份，存于）（日語）
  - 標準發車時刻表（往八瀨比叡山口、鞍馬）（日語）
  - 標準發車時刻表（往出町柳）（日語）